# 日淳
日淳（にちじゅん、1898年（明治31年）10月10日 - 1959年（昭和34年）11月17日）は、日蓮正宗の僧侶。大石寺第65世法主。姓は堀米。竜谷阿闍梨。院号は信乗院。道号は泰栄。

## 生涯
1898年（明治31年）、長野県伊那市坂下町、堀米暦太郎の次男として誕生。幼名は寿万男(すまお)。10歳で父と死別。1911年（明治44年）、伊那市信盛寺の当時の住職、岡田道篤のもとへ得度し、諦栄と名乗ったが、のちに大石寺第57世日正に師僧変更し道号を泰栄（たいえい）と改名。
1922年（大正11年）6月には神奈川教会所担任教師に、同年12月に大石寺百貫坊住職となり、その後、京都・住本寺住職取り扱い、東京中野教会（後の昭倫寺）主管（信盛寺住職兼任）、東京・常泉寺住職を歴任。常泉寺住職時代には牧口常三郎・戸田城聖の指導教師として草創期の創価教育学会（現・創価学会）を教学面で指導。
1938年（昭和13年）10月に宗務院執事、1941年（昭和16年）3月に宗務院庶務部長、1947年（昭和22年）12月に布教監を経て1948年（昭和23年）1月22日に総監に就任。翌年の1949年（昭和24年）4月5日し能化に昇進し信乗院日淳と名乗る。1952年（昭和27年）12月27日、重役に就任。
1956年（昭和31年）2月9日、学頭に就任し、同年3月29日に管長に就任、大石寺にて座替式、総本山65世嗣法となる。同年3月30日に未明に64世日昇から血脈相承を受ける。1958年（昭和33年）1月15日、妙信講に対し異例の認証を行い、弟弟子であった松本日仁を妙信講の指導教師に任命する。同年3月1日、大講堂を創価学会により建立寄進。
1959年（昭和34年）11月16日、66世日達に法を付嘱。同年11月17日、東京都大田区池上の自宅にて61(数え62)歳で遷化（死去）。日淳は16日に死期を悟ったが16日は日蓮大聖人の誕生日に当たる日であるため、今日死ぬのは日蓮大聖人に対し奉り恐れ多いので明日死のうと決意したと言われる。子息が在家の身であるため、遷化の後、遺族は東京・品川区の妙光寺の所属となった。

## 著書
- 『日蓮大聖人の教義　日蓮聖人と法華経』（1976年1月1日、日蓮正宗仏書刊行会）